# Symfonie nr. 1 (Klami)
Uuno Klami voltooide zijn Symfonie nr. 1 in 1938.
Klami had een probleem. Finland was niet al te rijk en men had onvoldoende geld om componisten te ondersteunen in het zogenaamde zware werk. Klami moest dus in zijn eigen levensonderhoud als componist voorzien en was derhalve gedwongen stukken te schrijven die overal uitgevoerd konden worden. Een tweede probleem was dat (zeker) in die tijd alle Finse klassieke muziek werd vergeleken met die van Jean Sibelius. Een derde probleem was dat voor het schrijven van een symfonie Klami niet kon teruggrijpen op zijn grootste voorbeelden Maurice Ravel en Claude Debussy; Franse symfonieën waren toch al schaars totdat Darius Milhaud aan zijn lange reeks begon. De stijl van de Fransen leende zich niet zo zeer voor de tradities binnen het genre.
In het jaar 1938 verdwenen eigenlijk twee problemen. Hij kreeg in die jaren een rijksbijdrage, zodat jij zich meer vrijelijk binnen het componeren kon bewegen. Sibelius had na zijn zevende symfonie nog geprobeerd een achtste te schrijven, maar gooide die in 1928 in frustratie in de haard. Er waren dus weinig redenen voor Klami om niet aan een symfonie te beginnen. En zo begon de Fin in 1937 aan zijn eerste symfonie, een tweede zou na de Tweede Wereldoorlog volgen.

## Muziek
Klami was een buitenbeentje in de Finse klassieke muziek; bepaald geen volger van Sibelius. Hij richtte zich meer op Frankrijk (zie boven). De muziek van deze symfonie doet dan ook erg Frans aan, het is een lichtvoetige symfonie, die teruggreep op de echte klassieken. De stijl zou men daardoor neoclassicisme kun duiden, maar de muziek wijkt daarvoor te veel van die stijlaanduiding af. Klami kwam met verrassende muzikale oplossingen, waardoor de muziek noch Fins noch Frans klinkt. En zeker geen Sturm und Drang in deze symfonie.

### Delen
Klami hield zich wel aan de traditionele vierdelige opzet en ook de muzikale indeling is traditioneel:
1. Allegro ma non troppo
2. Prestissimo
3. Andante molto
4. Allegro maestoso

waarbij het tweede deel gezien kan worden als het scherzo en deel drie de verdieping. Klami sloot de delen een en twee af met een slotakkoord, dat tevens een verbinding vormde met het volgende deel. Het hele werk sluit af met een coda.

### Orkestratie
- 3 dwarsfluiten waarvan 1 ook piccolo, 2 hobo’s, 2 klarineten, 2 fagotten
- 4 hoorns, 3 trompetten, 3 trombones, 1 tuba
- pauken, 2 man/vrouw percussie voor onder meer bekken en grote trom
- violen, altviolen, celli, contrabassen

## Discografie
Beroemd is de symfonie niet geworden; er is anno 2011 slechts een uitgave in een Finse combinatie: Ondine legde het vast met het Tampere Philharmonisch Orkest onder leiding van Tuomus Ollila, een opname van april 1995.